# Marquesado de Rockingham
El marquesado de Rockingham fue un título nobiliario británico concedido en 1746 por el rey Jorge II a Thomas Watson-Wentworth, barón Malton. Era hijo del Hon. Thomas Watson y primo del conde de Strafford. Su nombre se refiere al Rockingham Castle, propiedad familiar en Northamptonshire.
El primer marqués, Thomas Watson-Wentworth, descendiente de los barones Rockingham, se casó con Lady Mary Finch, hija del conde de Winchilsea y Nottingham.
Le sucedió su hijo Charles Watson-Wentworth, II marqués de Rockingham, primer ministro de Gran Bretaña en la época georgiana. Todo los títulos de familia se extinguieron en 1782 por su fallecimiento, los dominios ancestrales, incluyendo Wentworth Woodhouse en Yorkshire, pasaron al sobrino, William Wentworth-Fitzwilliam, IV conde Fitzwilliam, entonces sus descendientes hasta 1979.

## Galería

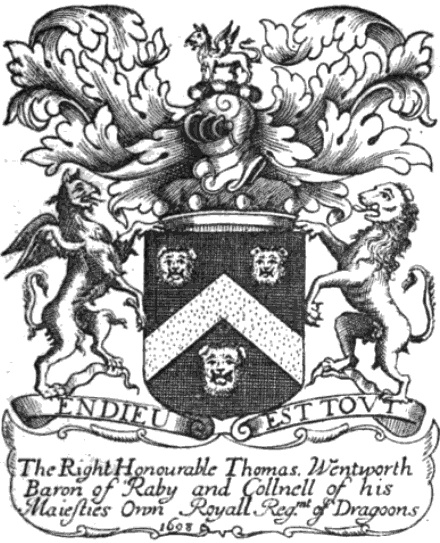
Ex libris del barón Raby
Corona marquesal
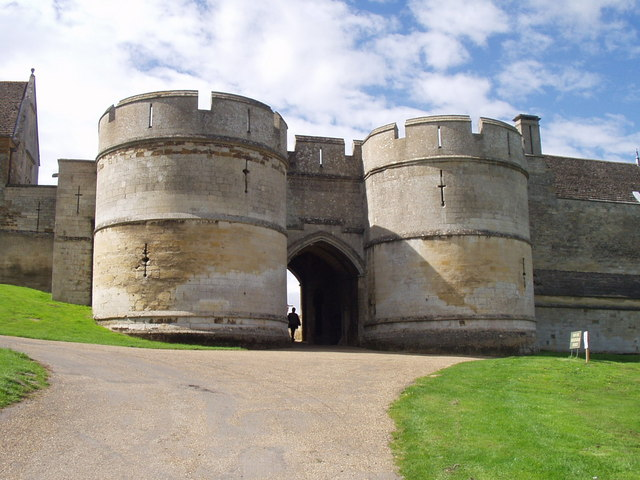
Rockingham Castle
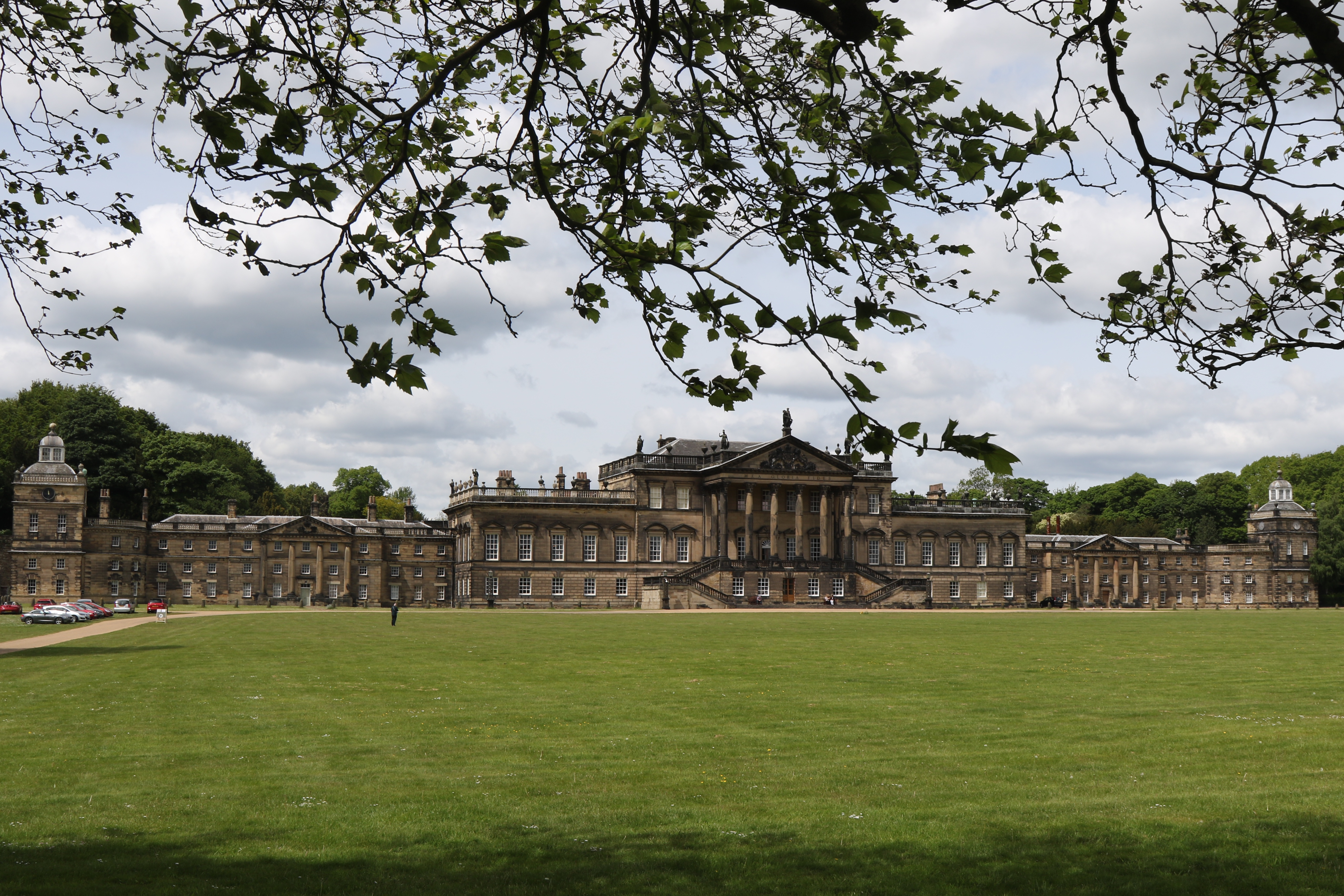
Wentworth Woodhouse
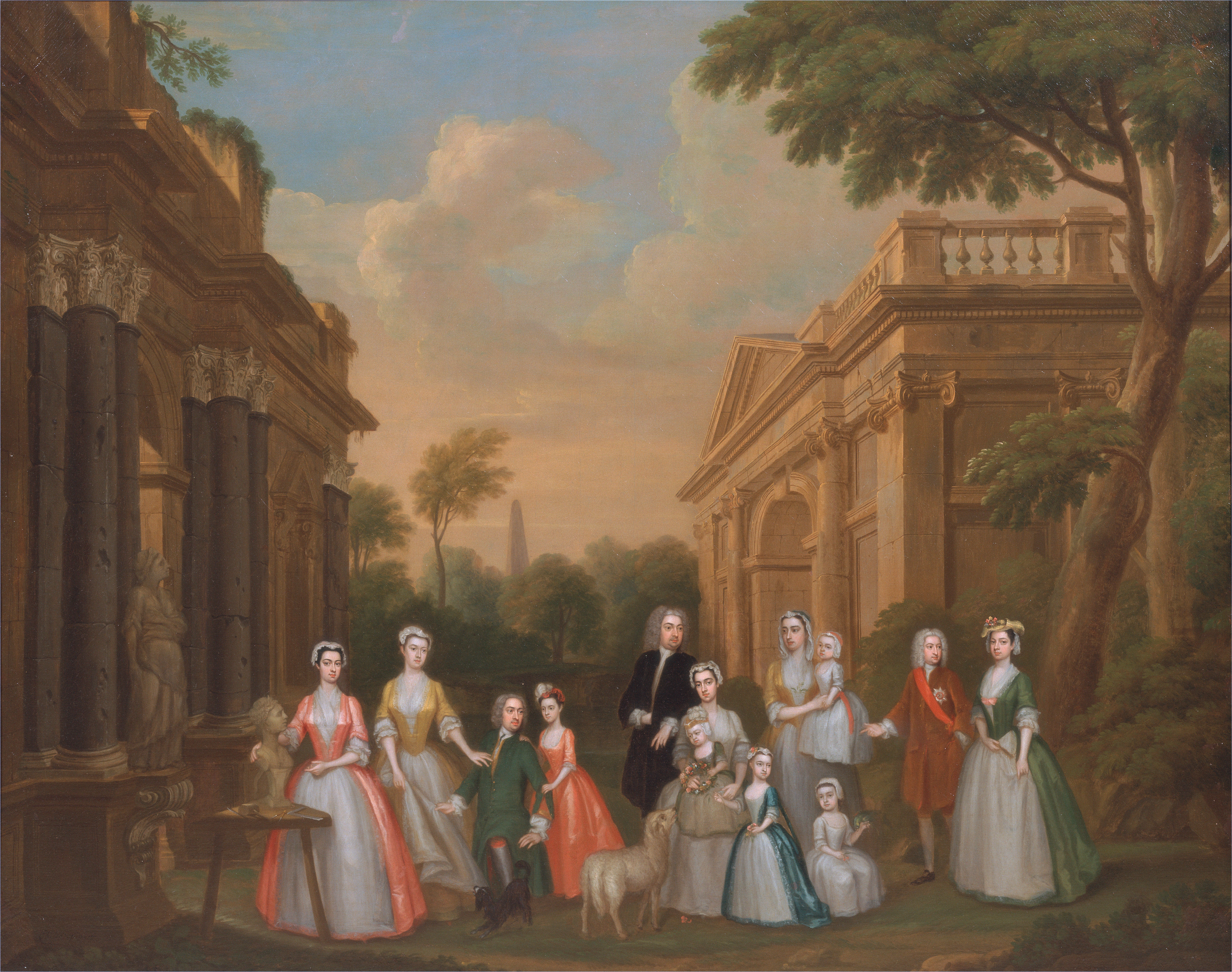
Los Watson-Wentworth y Finch
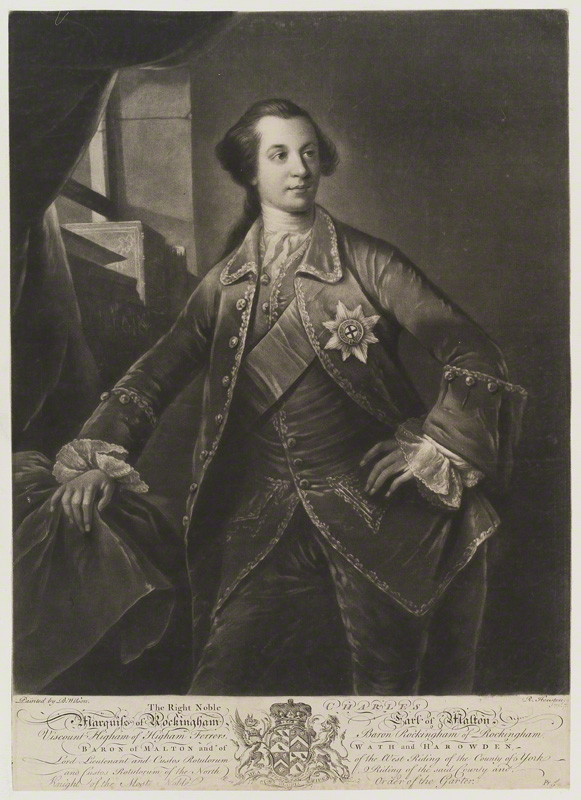
El II marqués de Rockingham